# Opisthoncus lineativentris
Opisthoncus lineativentris là một loài nhện trong họ Salticidae.
Loài này thuộc chi Opisthoncus. Opisthoncus lineativentris được Ludwig Carl Christian Koch miêu tả năm 1880.